# 牛百叶

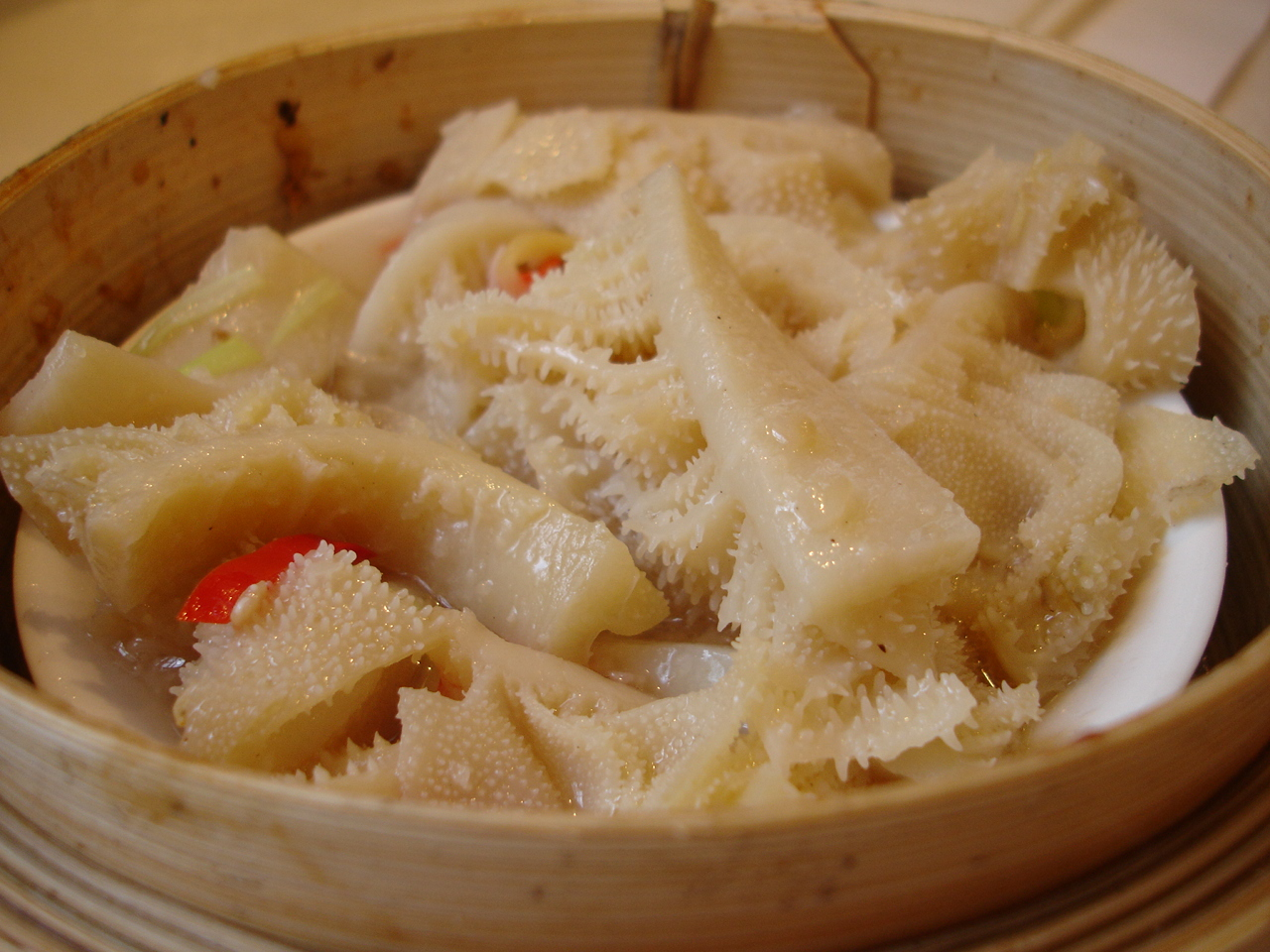
粵式酒樓的牛百頁點心

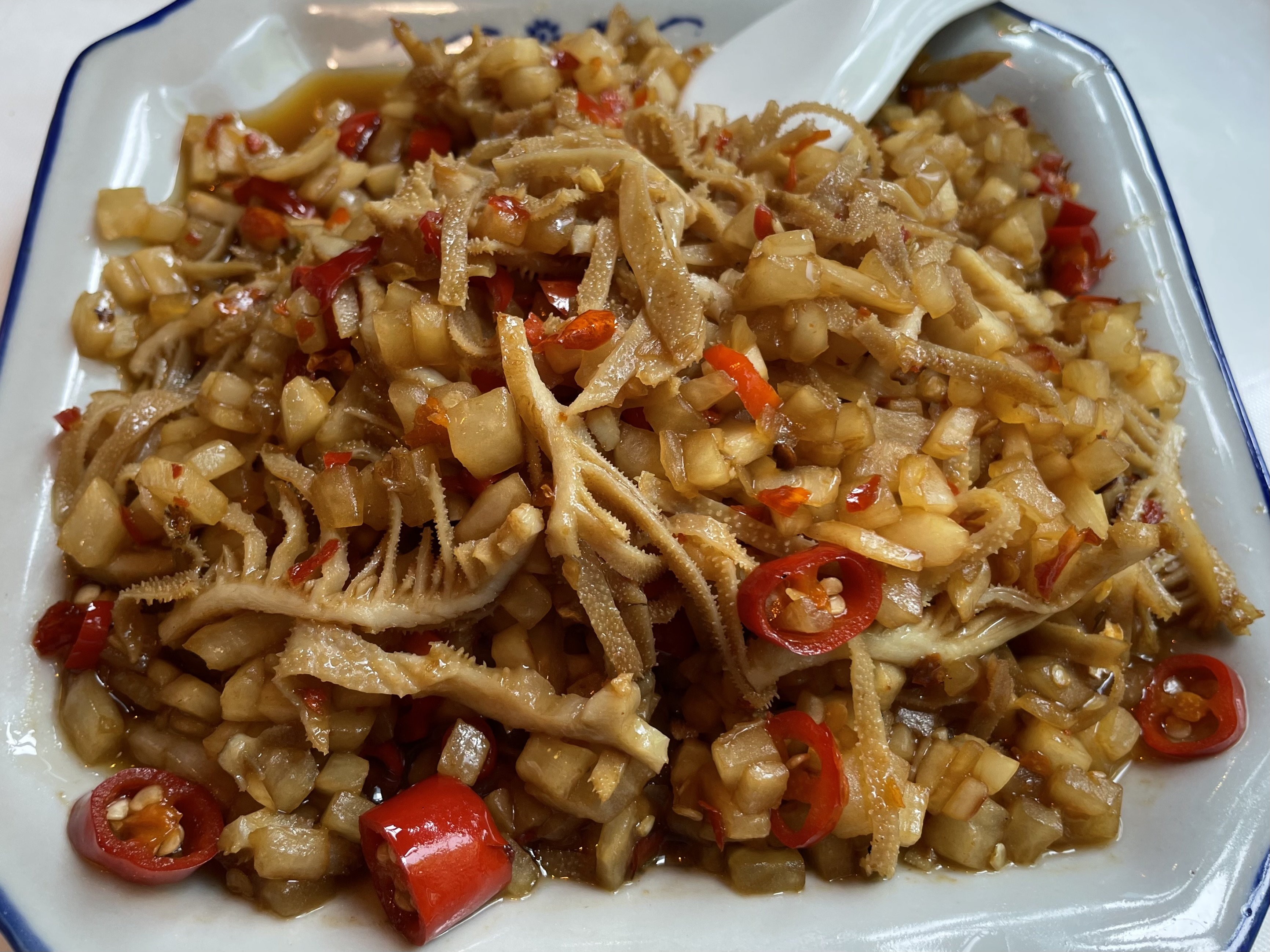
湘菜中的酸蘿蔔牛百葉

牛百葉，或作牛百頁，俗作牛柏葉，是牛的內臟之一，即牛隻胃部中的第三個間隔重瓣胃(omasum)。瓣胃成葉片狀，功用是吸收水份及發酵產生的酸。牛柏葉可以作食物材料，一般用作火鍋、炒食等用途。廣東人飲茶時也會把它蒸熟当點心。新鮮的牛柏葉必須經過處理才會爽脆可口。此外，在中国古代就有食用牛百叶的记载：《韻會》「百葉，牛肚也。」；《說文解字》膍：牛百葉也。

## 营养价值
牛百葉含蛋白質、脂肪、鈣、磷、鐵、硫胺素、核黃素、尼克酸等，具有補益脾胃，補氣養血，補虛益精、消渴、風眩之功效，適宜於病後虛羸、氣血不足、營養不良、脾胃薄弱的人士。

## 食品造假
牛百叶由于较高的经济价值因而一直是食品安全的重灾区。因而一些黑心商家为了蝇头小利而制造“假牛百叶”，其中不乏有人使用烧碱、双氧水和甲醛处理牛百叶，使之外观显得更加洁白、卖相好看。其中如果误食被氢氧化钠浸泡过的牛百叶会造成消化道的损伤。
2018年3月28日深圳市罗湖区法院对于“毒牛百叶”特大食品安全案件进行宣判，有35人获刑，其中张、周、廖等人被判处10年监禁。此后在2021年3月30日，杭州市萧山区也打掉了一个制造“毒牛百叶”的特大犯罪团伙。